# Franz Antel
Franz Antel (Viena, 28 de junho de 1913 — Viena, 11 de agosto de 2007) foi um cineasta austríaco. Ele foi o autor de filmes considerados obras-primas do cinema em língua alemã, como Hallo Dienstmann e da série cinematográfica Der Bockerer.

## Biografia
Depois de marcar a história do cinema austríaco na década de 1950 com filmes como Hallo Dienstmann e Kaiserwalzer, Antel passou a dirigir obras de temática eróticas na década seguinte.
Em 1976 o cineasta dirigiu Casanova & Co, uma reinterpretação do clássico de Federico Fellini e que teve Tony Curtis no papel do galã veneziano.
Na década de 1980, o diretor austríaco iniciou o ciclo cinematográfico Der Bockerer, que rendeu quatro episódios: 1981, 1996, 2000 e 2003 - este último finalizado dois dias antes de Anzel completar 90 anos. Este também foi o último de seus 90 longas-metragens. 